# Kajgana
 Ovo je glavno značenje pojma Kajgana. Za gradsko naselje Garešnice pogledajte Kajgana (Garešnica).
Kajgana je jelo spremljeno od bjelanjka i žumanjka jajeta, najčešće kokošjega.
Jelo može sadržavati i druge sastojke - panceta, maslac, mlijeko ili ulje.

## Vanjske poveznice
- (eng) An article on cooking scrambled eggs